# Цинь Кай
Цинь Кай (кит. упр. 秦凯, пиньинь Qín Kǎi; род. 31 января 1986 года) — китайский прыгун в воду, двукратный олимпийский чемпион и 7-кратный чемпион мира.

## Биография
Цинь Кай родился в 1986 году в Сиане провинции Шэньси. С 1990 года начал заниматься гимнастикой, в 1994 году переключился на прыжки в воду. В 1998 году вошёл в сборную провинции, в 1999 — в национальную сборную.
В 2003 году Цинь Кай завоевал две золотые медали 5-го Всекитайского турнира городов. В 2005 году национальную сборную покинул Тянь Лян, и из Цинь Кая стали воспитывать его замену. В 2006 году он завоевал серебряную медаль Азиатских игр, в 2007 — две золотые медали чемпионата мира, а в 2008 — золотую и бронзовую медали Олимпийских игр. В 2009 году Цинь Кай опять завоевал две золотые медали чемпионата мира, в 2010 — золотую и серебряную медали Азиатских игр, в 2011 — золотую медаль чемпионата мира, а в 2012 — золотую и серебряную медали Олимпийских игр.